# Julio Peña Fernández

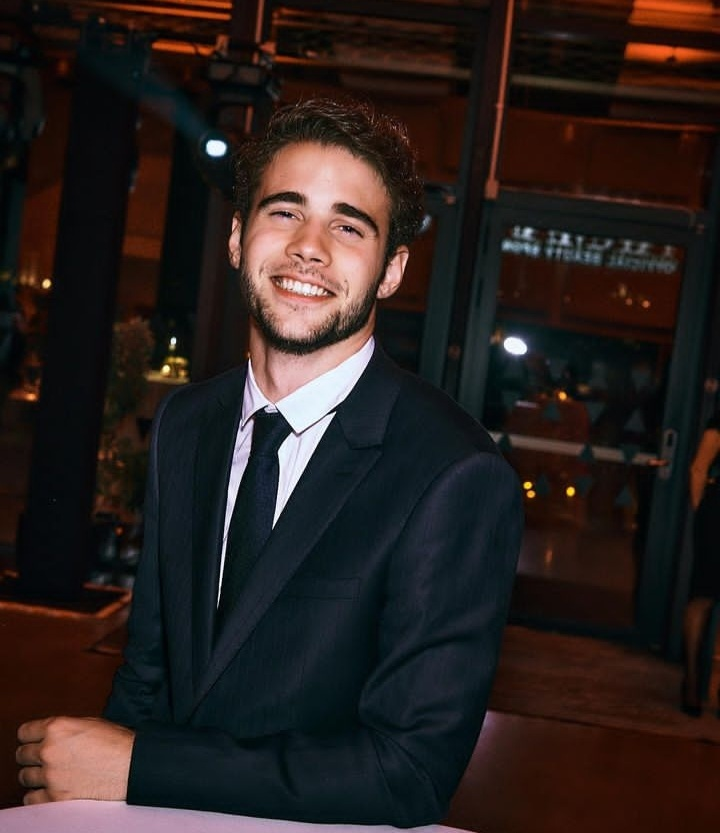
Julio Peña Fernández, 2024

Julio Peña Fernández (* 15. Juli 2000 in San Sebastián) ist ein spanischer Schauspieler.

## Leben und Karriere
Fernández wurde im Juli 2000 in San Sebastián geboren. Er wuchs zusammen mit seiner Schwester Emma in Madrid auf. Dort unternahm er seine ersten schauspielerischen Schritte als Teil seiner Highschool-Theatergruppe. Ab 2012 war er Teil von mehreren Theateraufführungen und Musicals, darunter Mamma Mia! (2015), Alice in Wonderland (2017) und Moulin Rouge (2018) im Arcadia Theater.
Sein Schauspieldebüt gab Fernández in der argentinischen Telenovela BIA. Darin verkörpert er von Juni 2019 bis Juli 2020 die männliche Hauptrolle des Manuel Quemola Gutiérrez. Dieselbe Rolle übernahm er im darauffolgenden Jahr für die Spezialfolge Bia: Un mundo al revés. Ebenfalls 2021 war Fernández Teil der siebten Staffel der Historienserie Acacias 38.
Internationale Bekanntheit erlangte Fernández durch seine Hauptrolle des Ares Hidalgo in dem Netflix-Film Through my Window – Ich sehe nur dich, der im Februar 2022 veröffentlicht wurde. Auch in den Fortsetzungen Through my Window – Über das Meer und Through my Window – Ich seh’ dich an übernahm Fernández die Rolle erneut. In der Netflix-Serie Berlin, ein Spin-Off von Haus des Geldes, verkörpert er die Rolle von Roi.
Neben seiner Muttersprache Spanisch spricht Fernández fließend Englisch und ein wenig Deutsch. Zudem besitzt er den braunen Gürtel im Karate.

## Filmografie
- 2019–2020: BIA (Fernsehserie, 120 Episoden)
- 2021: Bia: Un mundo al revés (Fernsehspezial)
- 2021: Acacias 38 (Fernsehserie, 20 Episoden)
- 2022: Through my Window – Ich sehe nur dich (A través de mi ventana)
- 2023: Through my Window – Über das Meer (A través del mar)
- 2023: Berlin (Berlín)
- 2024: Through my Window – Ich seh’ dich an (A través de tu mirada)